# ドンツドルフ
ドンツドルフ (ドイツ語: Donzdorf,  発音) は、ドイツ連邦共和国バーデン＝ヴュルテンベルク州シュトゥットガルト行政管区のゲッピンゲン郡に属す市である。本市は、レギオン・シュトゥットガルト（シュトゥットガルト地方、1992年まではレギオン・ミットレラー・ネッカー）およびシュトゥットガルト欧州大都市圏辺縁部に含まれる。

## 地理

### 位置
ドンツドルフは、フィルスタールの横谷にあたるドンツドルファー・ラウター川の谷、高度 334 m から749 m（最高地点はメッセルシュタイン）に位置しており、郡庁所在地ゲッピンゲンからは約 12 km の距離にある。市域はアルプフォアラント（シュヴェービシェ・アルプの麓地域）東部のレー山地から南はシュヴェービシェ・アルプの高原にまで広がっている。

### 市の構成
ドンツドルフ市には、かつて独立した自治体であったライヒェンバッハ・ウンター・レヒベルクとヴィンツィンゲンとが含まれる。1973年12月31日に成立した自治体ドンツドルフには、ドンツドルフ市区、小集落のバルクホーフ、グリュンバッハ、ハーゲンブーフ、ホーホベルク、クフアルプ、ウンターヴェッカーシュテル、農場のメッセルホーフ、オーバーヴェッカーシュテル、リンダーシュタイク、シャーフェンホーフ、シュメルツオーフェン、フォーゲルホーフ、一軒家のハーゲンブーハー・ミューレ、ヒューベルスバッハ、インメンロイテ、ラウターガルテン、シュタイネルネス・クロイツ、廃集落クリンゲンホーフが含まれる。旧ライヒェンバッハ・ウンター・レヒベルクには首邑のライヒェンバッハ・ウンター・レヒベルク、小集落のアイヒヘフレ、ビルクホーフ、農場のボイエルレスホーフ、ベッペレスホーフ、ビュールホーフ、ダンゲルホーフ、フェルトヘフレ、ハルデンホーフ、ハーゼンホーフ、イルゲンホーフ、クラッツァーホーフ、ラウクセンホーフ、シャッテンホーフ、シリングスホーフ、シュタッペンホーフ、シュトリートホーフ、テッシャーホーフ、ヴェーバーホイスレ、ツィルシュベルク、農場付き城館ラムスベルク、一軒家のメッセンハルデン、廃集落ツインマーヘフレが含まれる。旧ヴィンツィンゲンには首邑ヴィンツィンゲンが含まれる。

### 土地利用
| 用途                 | 面積 (ha) | 占有率 (%) |
| -------------------- | --------- | ---------- |
| 住宅地               | 191       | 4.8        |
| 商工業地             | 51        | 1.3        |
| レクリエーション用地 | 69        | 1.7        |
| その他市街地         | 65        | 1.6        |
| 交通用地             | 187       | 4.7        |
| 農業用地             | 2,069     | 52.0       |
| 森林                 | 1,262     | 31.7       |
| 水域                 | 20        | 0.5        |
| その他               | 68        | 1.7        |
| 合計                 | 3,982     | 100        |

2022年現在の州統計局のデータに基づく。

## 歴史

### 18世紀まで
ドンツドルフ周辺では古くから定住がなされていた。1964年に古いアレマン人の墓地が発見された。紀元後600年から700年頃の墓が100基以上存在した。ある女性の墓からは、北ヨーロッパとの交易やアレマン人に権力構造が存在していたことを示唆する、価値の高い副葬品が発見された。
ドンツドルフは、1275年にコンスタンツ司教区の十分の一税台帳に初めて記録されている。ただし、この文書では当時のこの教会集落を Tunesdorf と呼んでいる。シュタウフェン朝以後、ドンツドルフ周辺の権力を巡ってヘルフェンシュタイン伯とレヒベルク家との間で紛争が起き、最終的にはレヒベルク家の所領となった。彼らはシャーフェン城からこの村の統治を行っていた。
村の経済状況は15世紀に発展を遂げた。ドンツドルファー砂岩の需要が大きかった。周辺地域の多くの建物の建築資材となっただけでなく、ウルム大聖堂の多くの部分がドンツドルファー砂岩で造られた。この石材は加工しやすく、鉄分を多く含むため耐久性に優れていた。
レヒベルク家は1478年頃に立派な建物をこの村に建設したが、これはおそらく行政目的で使われたと考えられる。その少し後にゴシック様式の聖マルティヌス教会の建設が始まった。このパトロン貴族がここに、ウルムの有名な芸術家バルトロメウス・ツァイトブロム作の祭壇を奉納した。現在そのパネルは、シュヴェービッシュ・ハルのヨハニター教会に収められたヴュルト・コレクションで見ることができる。
1868年にレヒベルク家は現在のドンツドルフ城館をルネサンス様式で建設した。村はこの頃から特別な工芸品を持つ宮廷都市へと発展していった。18世紀前半にはドンツドルフは、副次的な宮廷都市に過ぎず、1735年にヴュルテンベルク公に売却された。1745年、マリア・テレジア・フォン・レヒベルクはドンツドルフの城館を含むヴュルテンベルク部分を買い戻し、子供達をここに住まわせた。彼女の息子は1768年からドンツドルフの城館をメインの宮殿に拡張し、フランス風を手本としたバロック式宮廷庭園を造営した。

### 19世紀から20世紀
1803年の帝国騎士領の陪臣化により、ドンツドルフはバイエルン選帝侯領となった。これにより当時の領主権保持者の息子でバイエルンの高位外交官であったアロイス・フォン・レヒベルクは、この結果を得るためにあらゆる手段を用いた。ヴュルテンベルク王国とバイエルン王国との間で1810年に締結された国境条約によってドンツドルフは最終的にヴュルテンベルク領となった。
ヴュルテンベルクの新しい行政システムの導入によってドンツドルフはオーバーアムト・ガイスリンゲンに編入された。ナチ時代のヴュルテンベルクの行政改革によってドンツドルフは1938年4月25日にゲッピンゲン郡の所属となった。1945年にこの町はアメリカ占領地区の一部となり、新設されたヴュルテンベルク＝バーデン州に属すこととなった。この州は1952年に現在のバーデン＝ヴュルテンベルク州に再編された。
1976年5月1日、ドンツドルフに都市権が授けられた。ライヒェンバッハ・ウンター・レヒベルクとヴィンツィンゲンが合併したことにより、ドンツドルフは市への昇格に必要な人口1万人の条件を満たしたのである。

### 天然石
芸術史上重要な石材であるドンツドルファー砂岩は、ドンツドルフにちなんで名付けられた。ドンツドルフとその周辺、さらにはバーデン＝ヴュルテンベルク州の多くの建築物がこの砂岩を使って建設された。ウルム大聖堂では、たとえば身廊の交差ヴォールト、窓枠、長堂から内陣にかけての壁がドンツドルファー砂岩で造られている。その黄金色の色調は、曇りの日でも陽の光や明るい光が教会に差し込んでいるかのような錯覚を与える。この石材は、かつてのベルクホーフ地区近郊メッセルベルクの麓で採掘された。
ドンツドルファー砂岩は、その他の用途にも用いられた。スペイン継承戦争終結後、ドンツドルフ領の住民たちは完全に困窮した頃、領主権所有者のレヒベルク伯フランツ・アルブレヒトは、ドンツドルフとウンターヴェッカーシュテルとの間のジーモンスバッハタールに熔鉱炉を建設するというオーバーフォークトのヨハン・ベネディクト・イェーリンの提案に同意した。イェーリンはドンツドルファー含鉄砂岩に関する専門家を何人も抱えており、含鉄量が 35 % から 42 % で、その品質はヴァッサーアルフィンゲン（現在はアーレンの市区）よりも高いと評価されていた。
イェーリンは熔鉱炉を慎重に計画し、計算を行った。彼はまず、ジーモンバッハ川のダムを建設し、木炭工場、搗鉱機、熔鉱炉を建設した。炭と必要な木材は輸入した。この工場では総勢80人が働いた。初めはかなりの成功を収めたが、この事業の問題点はすぐに明らかとなった。イェーリンは資本が少なすぎたため、多額の借金をする必要があった。1730年代半ばにこの企業はついに倒産した。イェーリンは逮捕され、刑に服した。
しかしこの熔鉱炉には一定の歴史的価値がある。これはゲッピンゲン郡で最古の初期工業系企業であった。熔鉱炉の敷地は経済的衰退により農場に転化されたが、現在も「シュメルツオーフェン」（熔鉱炉）という家名が残っている。

### 町村合併
1974年1月1日にライヒェンバッハ・ウンター・レヒベルクが、1975年1月1日にヴィンツィンゲンがドンツドルフに合併した。

## 住民

### 人口推移
1961年以降のデータは、バーデン＝ヴュルテンベルク州統計局のデータによる。
| 時点           | 人口（人） |
| -------------- | ---------- |
| 1837年         | 02,589     |
| 1907年         | 03,297     |
| 1939年05月17日 | 04,320     |
| 1950年09月13日 | 06,550     |
| 1961年06月06日 | 07,683     |
| 1970年05月27日 | 09,605     |
| 1983年12月31日 | 11,039     |
| 1987年05月25日 | 10,963     |
| 1991年12月31日 | 11,498     |
| 1995年12月31日 | 11,317     |
| 2000年12月31日 | 11,085     |
| 2005年12月31日 | 11,073     |
| 2010年12月31日 | 10,816     |
| 2015年12月31日 | 10,769     |
| 2020年12月31日 | 10,587     |

## 行政

### 議会
ドンツドルフでは、市議会議員は Unechte Teilortswahl の方法で選出される。このため議席数は、超過議席によって変化する。2019年の選挙以後の議席数は22である（2014年の選挙後は23議席）。市議会はこれらの選出された名誉職の議員と議長を務める市長によって構成される。市長は議会において投票権を有している。

市の幟旗

### 紋章
図柄: 頂部は金地に歩む獅子。その下の主部は赤地で、5つの突起がある金の星が3つ（2:1と配置）描かれている。
市の紋章は、1773年にドンツドルフのアムツフォークトであったダンゲルマイアーの印章に由来する。獅子と配色は、現在までドンツドルフに居館を構えるレヒベルク伯に由来する。この紋章は1932年に採択され、これに基づく黄-赤の旗は1959年2月18日に内務省の認可を得た。

### 姉妹都市
- リオルジュ（フランス語版、英語版）（フランス、ロワール県）[11]
- ノイザルツァ＝シュプレンベルク（ドイツ語版、英語版）（ドイツ、ザクセン州）[12]
- カラスパラ（スペイン語版、英語版）（スペイン、ムルシア州）2011年[13]

## 経済と社会資本

### 交通

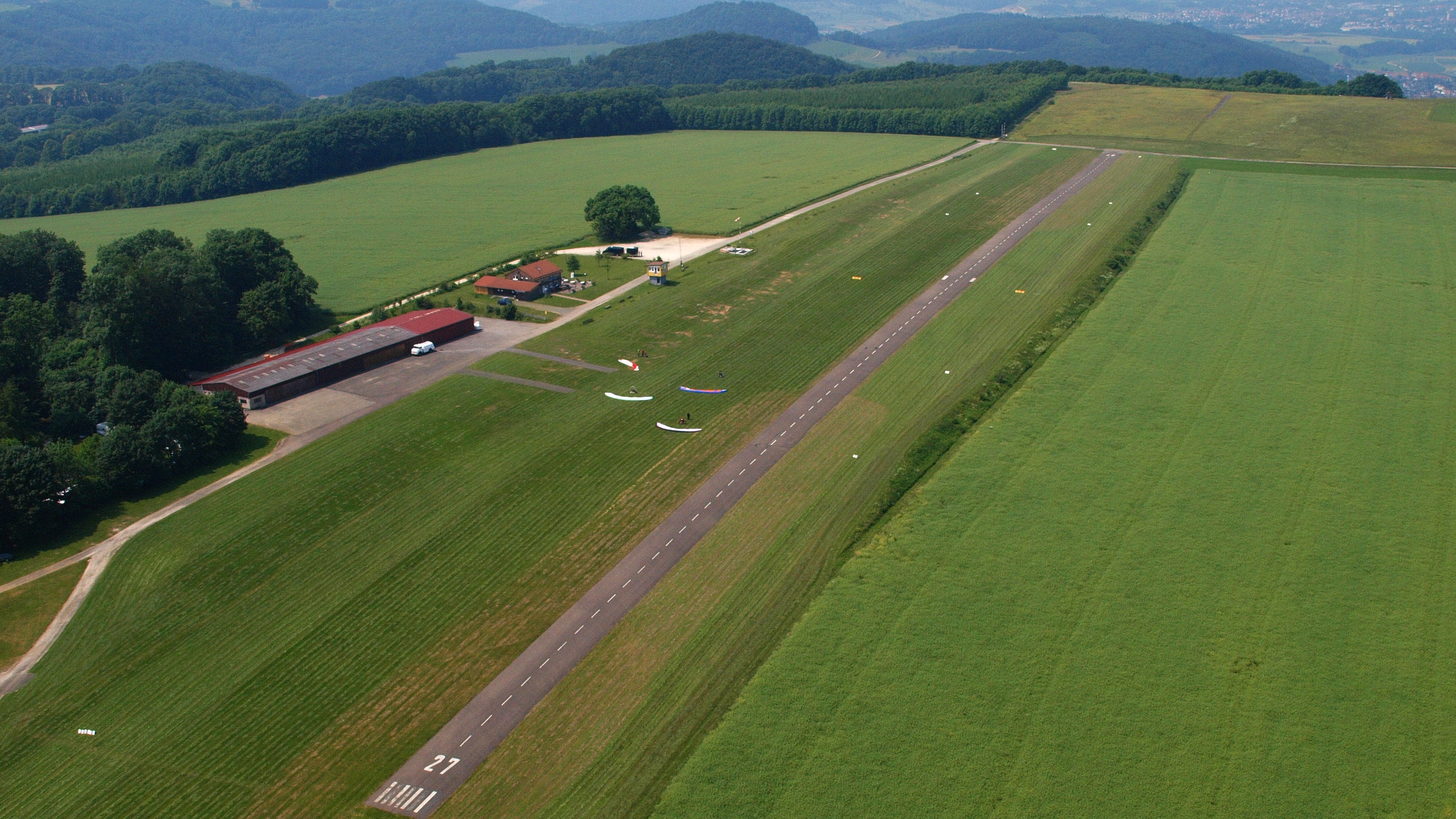
ドンツドルフ飛行場

ドンツドルフは連邦道 466号線（ジューセン - ニュルンベルク）によって広域道路網に接続している。2010年7月12日以降はバイパス道路がドンツドルフを迂回している。
1901年にラウタータール鉄道によって、フィルスタール鉄道（シュトゥットガルト - ウルム）への鉄道接続ができた。王立ヴュルテンベルク邦有鉄道は、Typ IIIb の統一駅舎（駅長と既婚警備職員のための居室付き駅舎）を建設した。この路線は1980年に旅客運行、1995年に貨物運行を終了した。かつての駅舎は現在、ビストロおよびカフェとして利用されている。
市の高台、メッセルベルクにドンツドルフ飛行場がある。この飛行場はおもにグライダー、小型飛行機が利用しているが、パラグライダーやハングライダーも利用する。

### 地元企業
ドンツドルフで最も重要な雇用主はミヒャエル・ヘラウフ機械工場 GmbH & Co. KG とシュタールバウ・ヴェンデラー GmbH + Co. KG である。この他にヘヴィメタルのレーベル「ニュークリア・ブラスト」がドンツドルフにある。この会社は、この町で2番目に多くの産業税を納めていると称している。

### 教育
レヒベルク伯にちなんで名付けられたレヒベルク＝ギムナジウムの他に、ドンツドルフには総合学校1校と基礎課程学校1校が存在する。さらにライヒェンバッハ市区とヴィンツィンゲン市区に、それぞれ基礎課程学校が存在する。
ドンツドルフには、シュテルンフロインデン・ドンツドルフ e.V.（ドンツドルフ天文愛好会）が運営するメッセルベルク天文台がある。

## 文化と見所

### 建築

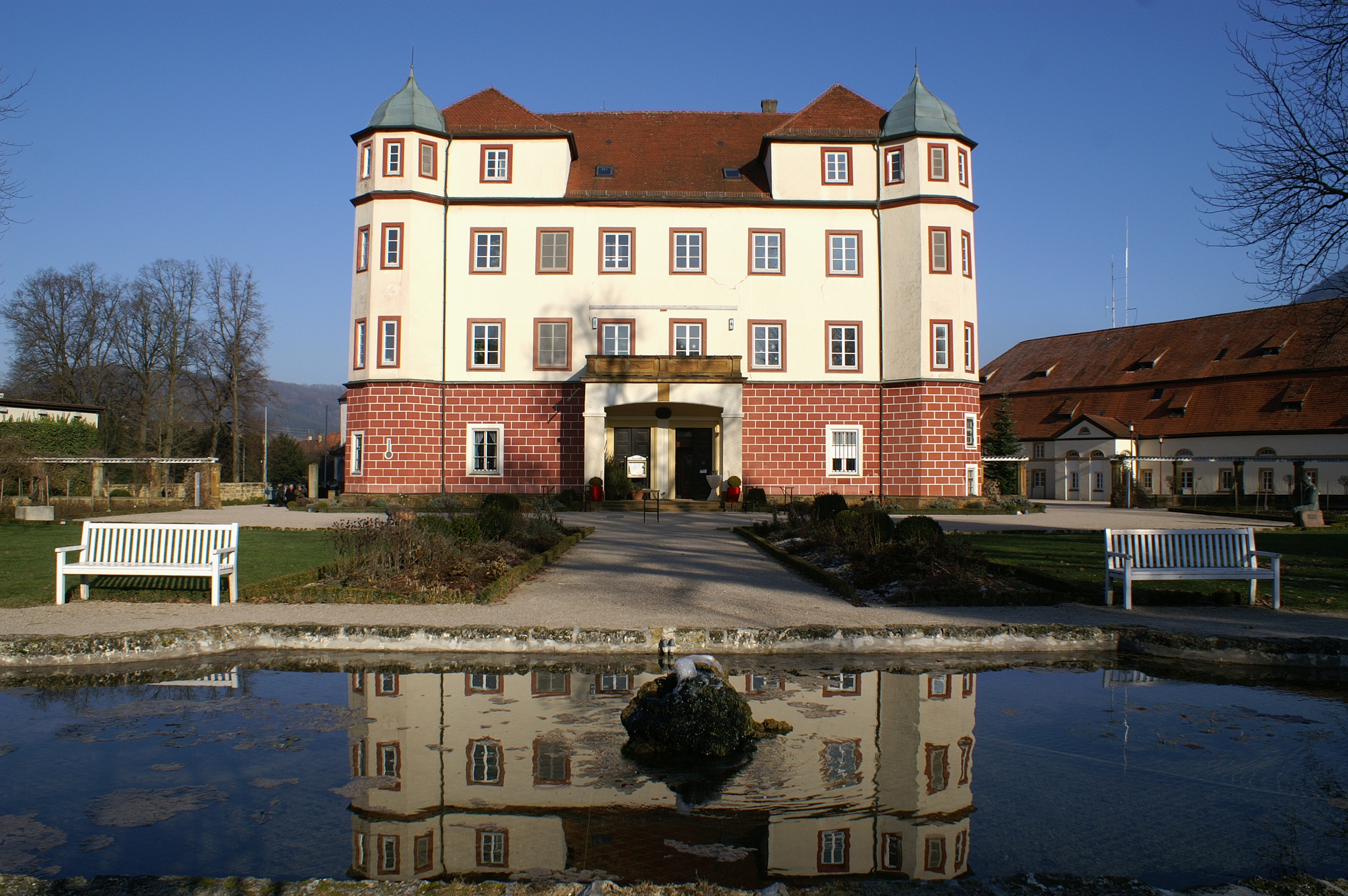
ドンツドルフ城

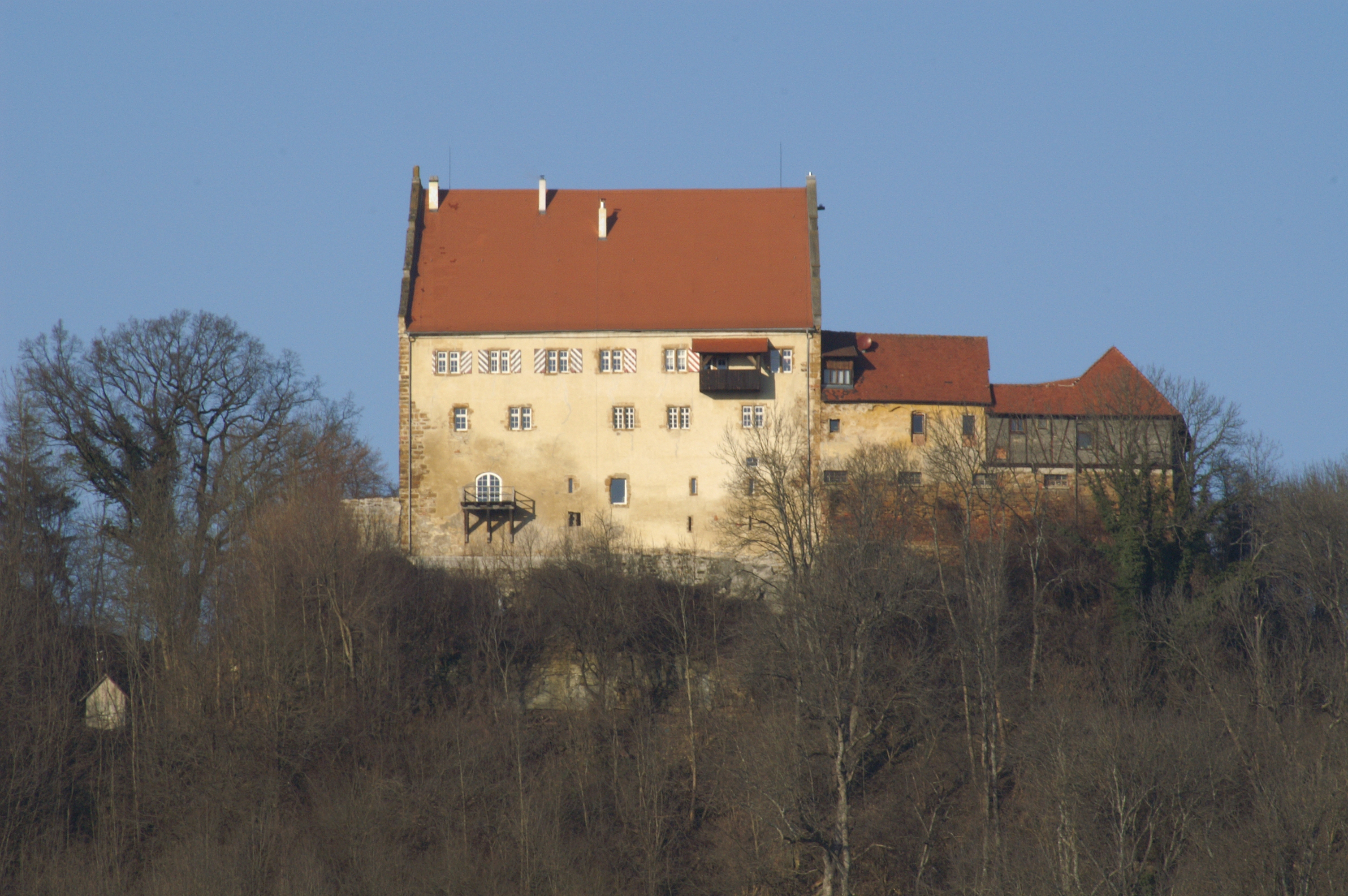
レヒベルク＝ローテンレーヴェン伯のかつての城館は、現在はドンツドルフ市の市庁舎となっている。この城館は1568年にレヒベルク・ツー・ホーエンレヒベルク・ツー・イレライヒェン＝シャーフェンベルク家によって建設された。当時愛好されていた水城の様式で建設されている。
すぐ隣に「アルテ・シュロス」（旧城館）と呼ばれる1478年頃の木組み建築がある。これは、おそらく元々は管理棟として使われていたと推測される。1756年に長く伸びた事務棟が建設され、現在はここに幼稚園と消防署が入居している。1764年に若き当主マクシミリアン・エマヌエル・フォン・レヒベルクがヴァルブルガ・フォン・ザンディツェルと結婚した際、夫妻はドンツドルフ城を居城に選んだ。その際に城館はロココ様式に改築された。
19世紀に、それまで個別に建っていた既存の建物が多くの段階を経て結合され、視覚的統一が図られた。まず、アルテ・シュロスと玄関との間のレントアムト（直訳: 財務役所、1843年）とオーバーレントアムト（直訳: 上級財務役所、1857年）が建設され、その後1853年から1856年に主館のファサードがルートヴィヒ・フリードリヒ伯によって歴史主義様式で構築され、最後に1888/89年にルネサンス様式の建物が、いわゆるキューヘンバウ（直訳: 厨房棟）によってアルテ・シュロスと結合した[19]。
- ラムスベルク城
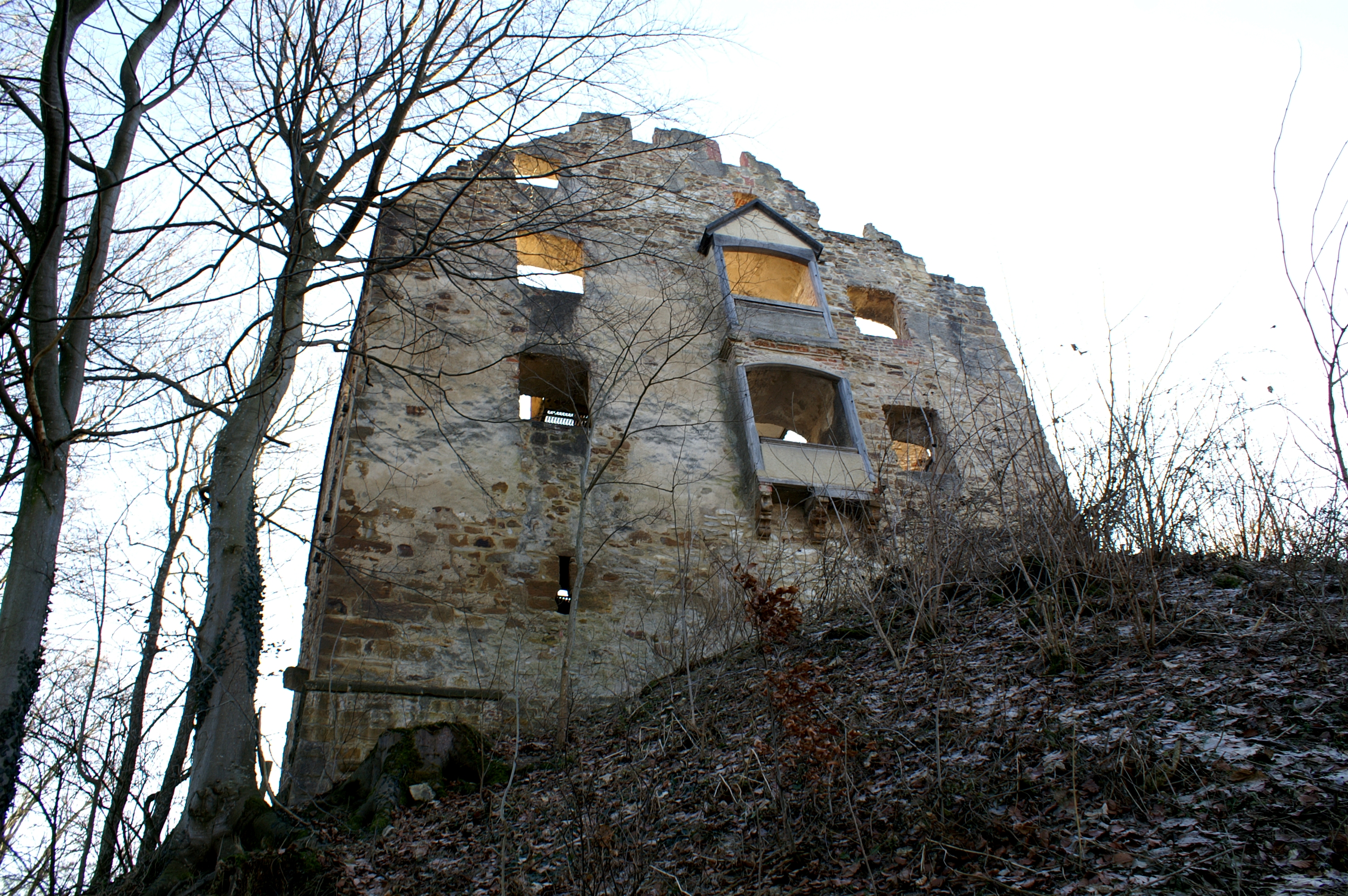
シャーフェンベルク城
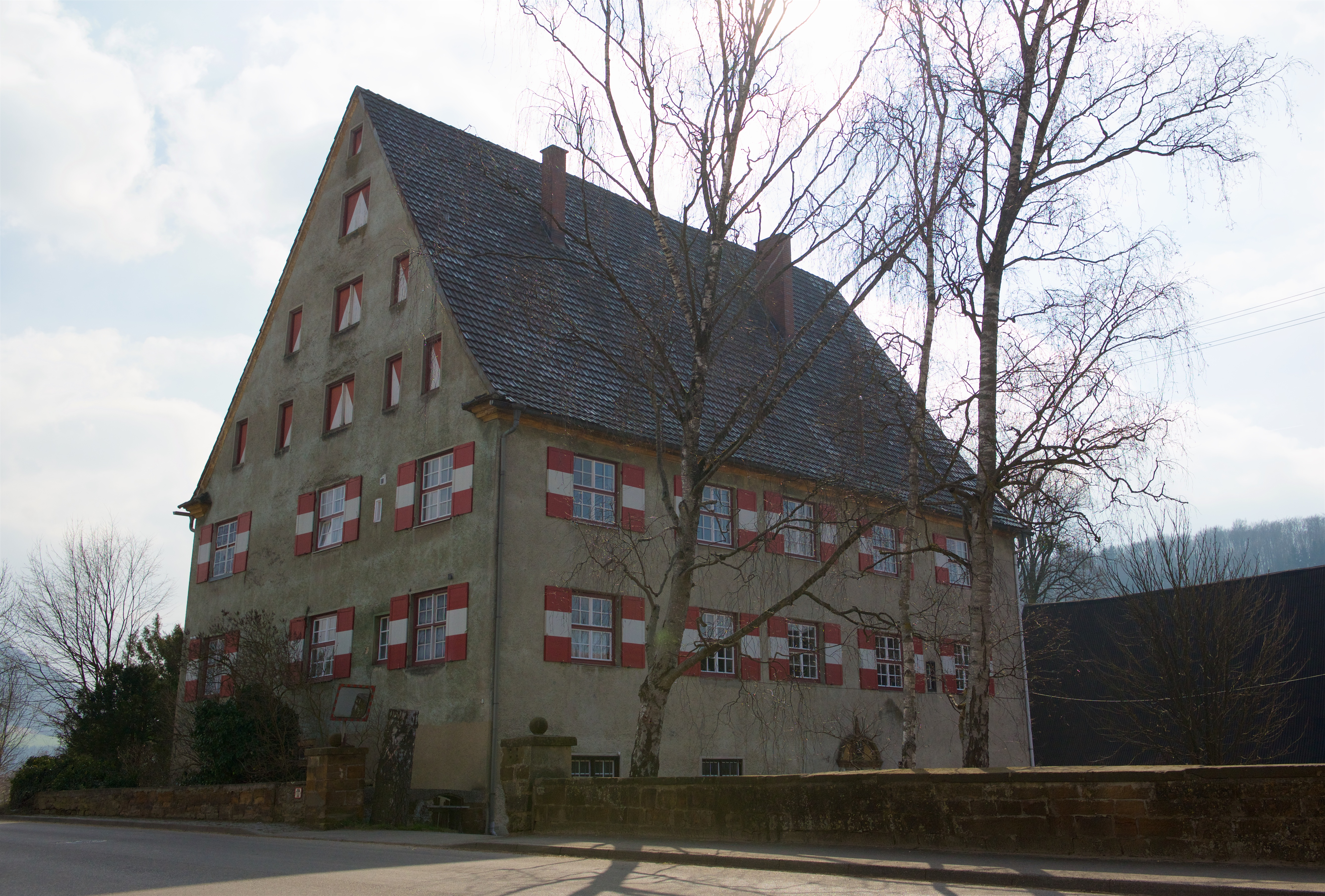
ヴィンツィンゲン城

- ラムスベルク城
- シャーフェンベルク城
- ヴィンツィンゲン城

### 公園
マクシミリアン・エマヌエル・フォン・レヒベルクは、1768年に新しい城館庭園について多くのプランをデザインさせた。ミュンヘンの有名な建築家フランソワ・ド・キュヴィイエは華麗なバロック庭園を設計し、銅版画として何枚も複写した。しかしマクシミリアン・エマヌエルは、最終的にはシュトゥットガルトの建築家のデザインを採用した。造営工事は1769年に始まり、1770年には概要が明らかになった。1771年と1772年の飢饉で工事は延期された。1770年代後半になってやっと、フランス式を模範とする幾何学庭園の工事が再開された。同時代の人にとって特に印象的なのは、ザルツブルク近郊の庭園に比肩する多くの噴水であった。時には、近隣のフォイアーゼー湖も水浴場として庭園施設に含められた。
この公園は19世紀初めにイギリス式風景庭園の現在の姿に改められた。しかし、詳しく見ると3段構造であることなど古いバロック庭園の名残を明らかに見ることができる。

### 自然文化財
- ジーモンスバッハ貯水池、洪水調整池と自然のパラダイス
- ラウター川の市の上流側にある滝、高さ 7 m
- メッセルベルクのメッセルシュタイン

### ファスネット
ドンツドルフはゲッピンゲン郡におけるファスネット（シュヴァーベン風のカーニバル）の中心地の1つである。11月11日から灰の水曜日まで、1年のハイライトである謝肉祭の日曜日の大パレードを含む多くのイベントが開催される。カーニバル・ツンフト、グッゲン音楽隊や類似の団体が数多くある。カーニバルの時期の喧噪と緯度がほぼ同じであることからカーニバルの時期のドンツドルフは「小パリ」とも呼ばれる。2016年以降は、南西ドイツ放送がドンツドルフ市庁舎からライブ放送を行っている。

### 遊歩道
ドンツドルフは、ドイツで最も人気のある広域遊歩道の1つ、アルプシュタイク（シュヴェービシェ・アルプ北縁路あるいは HW1 とも呼ばれる）沿いに位置している。この遊歩道は、ドナウヴェルトからトゥットリンゲンへ至るアルプス沿いの道である。

## 関連図書
- Christoph Friedrich von Stälin, ed (1842). “Donzdorf”. Beschreibung des Oberamts Geislingen. Die Württembergischen Oberamtsbeschreibungen 1824–1886. Band 17. Stuttgart / Tübingen: Cotta’sche Verlagsbuchhandlung. pp. 178–189
- Bernardin Schellenberger (1995). So lebten unsere Vorfahren. Die Geschichte von Winzingen und Umgebung. Band I. Weißenhorn: Konrad
- Bernardin Schellenberger (2010). So lebten unsere Vorfahren. Die Geschichte von Winzingen und Umgebung. Band II. Weißenhorn: Anton H. Konrad Verlag. ISBN 978-3-87437-549-8